# Rédené
Rédené (tiếng Breton: Redene) là một xã của tỉnh Finistère, thuộc vùng Bretagne, miền tây bắc Pháp.

## Dân số
Người dân ở Rédené được gọi là Rédénois.